# Maria Wachowiak
Maria Wachowiak-Holoubek (ur. 5 sierpnia 1938 w Warszawie, zm. 19 kwietnia 2019 w Monachium) – polska aktorka filmowa i teatralna, reżyserka teatralna i radiowa.

## Życiorys
Maria Wachowiak urodziła się 5 sierpnia 1938 w Warszawie. W 1960 ukończyła Państwową Wyższą Szkołę Teatralną w Warszawie i podjęła pracę w Teatrze Powszechnym w Łodzi. W kolejnych latach występowała na scenach Teatru Narodowego (1963–1969) i Teatru Dramatycznego w Warszawie (1969–1976). W 1975 uzyskała dyplom Wydziału Reżyserii warszawskiej PWST. Reżyserowała w Teatrze im. Jana Kochanowskiego w Opolu i Teatrze Polskim w Bydgoszczy oraz w Teatrze Polskiego Radia. W 1979 została uhonorowana Nagrodą Przewodniczącego Komitetu ds. Radia i Telewizji za reżyserię słuchowiska Ania z Zielonego Wzgórza.
Popularność przyniosły jej role filmowe, wśród nich debiutancka, główna rola żeńska w Pożegnaniach Wojciecha Jerzego Hasa z 1958. Inne znaczące kreacje to Beata w Szklanej górze, porucznik Krystyna w Daleka jest droga, czy role serialowe: George Sand w Wielkiej miłości Balzaka i Ewy Brzeskiej w Układzie krążenia.
Była drugą żoną aktora Gustawa Holoubka, z którym miała córkę Magdalenę. Po rozwodzie zachowała nazwisko Maria Wachowiak-Holoubek. Z drugim mężem, dziennikarzem Marcinem Idzińskim, 8 grudnia 1981 wyjechała do Niemiec. Tam zastał ich stan wojenny. Pozostali na emigracji, gdzie kontynuowała karierę aktorską jako Maria Wachowiak-Holonbeck. Pod tym nazwiskiem występowała m.in. w telenoweli Lindenstrasse. W latach 80. pracowała w Radiu Wolna Europa.
Zginęła w wypadku samochodowym w Monachium 19 kwietnia 2019.

## Filmografia
- 1957: Prawdziwy koniec wielkiej wojny (reż. Jerzy Kawalerowicz) jako gość na przyjęciu (nie występuje w czołówce)
- 1957: Tydzień westchnień (reż. Kazimierz Oracz)
- 1957: 8 minut bez polityki (reż. Janusz Weychert)
- 1958: Pożegnania (reż. Wojciech Jerzy Has) jako Lidka
- 1960: Szklana góra (reż. Paweł Komorowski) jako lekarka Beata
- 1961: Historia niezbyt liryczna, etiuda studencka (reż. Krzysztof Szmagier) jako Irenka
- 1961: Historia żółtej ciżemki (reż. Sylwester Chęciński) jako dwórka w otoczeniu króla (nie występuje w czołówce)
- 1962: Spotkanie w Bajce (reż. Jan Rybkowski) jako kelnerka w Bajce
- 1962: Czas przybliża, czas oddala, nowela telewizyjna w ramach filmu Spóźnieni przechodnie (reż. Jan Rybkowski) jako Zofia
- 1963: Daleka jest droga (reż. Bohdan Poręba) jako porucznik Krystyna
- 1963: Naganiacz (reż. Ewa i Czesław Petelscy) jako Żydówka z Węgier
- 1963: Pasażerka (reż. Andrzej Munk) jako więźniarka (nie występuje w czołówce)
- 1963: Lato w Nohant jako Augustyna
- 1965: Perły i dukaty, część cyklu filmów telewizyjnych Perły i dukaty jako Jagna
- 1966: Gdzie jest trzeci król (reż. Ryszard Ber) jako Wanda Szczęśniak
- 1970: Pejzaż z bohaterem (reż. Włodzimierz Haupe)
- 1973: Wielka miłość Balzaka, polsko-francuski serial telewizyjny (reż. Wojciech Solarz) jako George Sand
- 1975: Jej powrót (reż. Witold Orzechowski) jako Anna
- 1976: Zdjęcia próbne (reż. Agnieszka Holland, Paweł Kędzierski i Jerzy Domaradzki) jako Kobieta kłócąca się z mężczyzną w barze
- 1978: Układ krążenia, serial telewizyjny (reż. Andrzej Titkow) jako doktor Ewa Brzeska
- 1983: Heimat, die ich meine, zachodnioniemiecki film telewizyjny (reż. Peter Beauvais) jako Lucia
- 1988: Kraj ojców, kraj synów (Land der Väter, Land der Söhne, reż. Nico Hofmann)
- 1990–2006: Lindenstraße, telenowela zachodnioniemiecka (odcinki 418–696) jako Wanda Winicki, matka Urszuli
- 1999: Jabłko. O „Pożegnaniach” Wojciecha Hasa, część cyklu dokumentalnego zrealizowanego dla TVP Filmy o filmach – występ
- 2003: Nie lękajcie się, film dokumentalny o papieżu Janie Pawle II – współpraca